# Preis-Marketing
Preis-Marketing ist eine Verkaufstechnik oder Disziplin, bei der ein angestrebter Preis durch Fakten, Vorteile und  wirtschaftlichen Nutzen im Verlauf der Verhandlung „aufgewogen“ wird, um logisch untermauert als ausgewogen wahrgenommen zu werden.
Anstatt den Preis zum Abschluss in die Verhandlung einzubringen, wird er in Form der Wirtschaftlichkeitsaspekte, wie Stückkosten, ROI oder Payback Time dargestellt.- Hierdurch zählt nicht so sehr der absolute Preis, sondern die „Verteilung“ des Preises auf einen Nutzungszeitraum. Geringe Preisunterschiede haben z. B. bezogen auf 5 oder 10 Jahre eine geringe Auswirkung auf die Wirtschaftlichkeit und der Preis wird de facto minimiert.

## Preiswert-Gewissheit

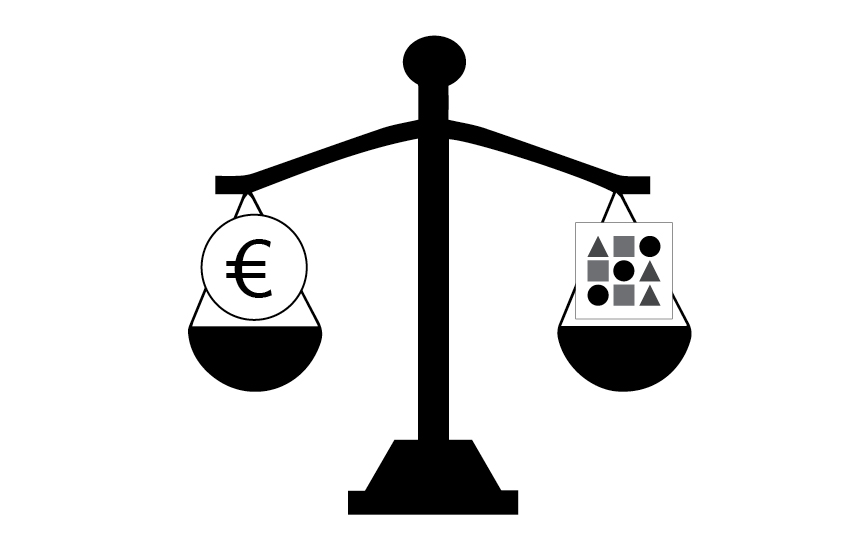
Preis-Waage / VRS

Im Wirtschaftlichkeitsbewusstsein der Entscheider (Entscheidergremium) wird die Preiswert-Gewissheit entwickelt, um einen Mehrerlös bei geringeren Nachlässen (Erlösschmälerungen, wie Rabatt, Bonus oder Skonto) zu erzielen und den Nettopreis in der Nähe des Bruttopreises zu halten.
Nach Abzug der Produktkosten (Wareneinsatz) soll somit ein höherer Ertrag (Rohertrag oder Deckungsbeitrag) erreicht werden, um nach Abzug der fixen Kosten für Marketing inklusive Vertrieb und Verwaltung einen höheren Gewinn zu erzielen.
Hierbei wird deutlich, dass bei einem operativen Ergebnis oder einer Umsatzrendite von z. B. 5 % und einer Verbesserung des DB 1 um z. B. 5 %, bei gleichbleibenden Fixkosten, das operative Ergebnis um 100 % angehoben werden kann.
Hierdurch erfährt das Preis-Marketing eine betriebswirtschaftliche Ausrichtung. Die betriebswirtschaftlichen, nachvollziehbaren Sachverhalte dienen der Entwicklung und der Festigung einer Preiswert-Gewissheit.

## Wirtschaftliche Funktion
Der Preis hat somit weniger eine Imagebildende Funktion wie bei Konsumgütern, sondern eindeutig eine wirtschaftliche Funktion. Den Entscheidern wird das Produkt (die Technik) als Mittel zum Zweck „näher gebracht“. Der Zweck ist die verbesserte Wirtschaftlichkeit für den Käufer, die anhand der besseren Effektivität und Effizienz logisch untermauert wird. Die Effektivität geht dabei auf die messbaren technischen Daten ein, während die Effizienz den sparsamen Umgang mit Zeit und Geld in den Mittelpunkt stellt.
Preis-Marketing demonstriert die systematische Ausrichtung der Verhandlungstechnik und Argumentation und erleichtert den technischen Beratern den Preis-Verkauf. Der Preis fließt als wirtschaftliche Dimension mit in die Präsentation ein und steht nicht als letztendlicher Schlusspunkt im Raum (um auf den Preis „einzudreschen“).

## Argumentations-Gliederung
Die Argumentation erfolgt entscheiderorientiert, also auf den Ebenen Technik, Investition und Wettbewerbsvorteile im Markt, die vom Produkt ausgehen.
Jede Entscheider-Ebene wird mit den relevanten Fakten, Vorteilen und den Daten zum wirtschaftlichen Nutzen versorgt. Der Umfang wird unterschiedlich gestaffelt. So kann die technische Information z. B. in 30 Minuten erfolgen. Die Information für die Investoren kann auf 3 Minuten gestrafft werden und letztendlich erfordert die Zusammenfassung für das Top-Management bezüglich der Wettbewerbsvorteile lediglich eine Minute oder 30 Sekunden (Elevator Pitch).

## Der Aufbau

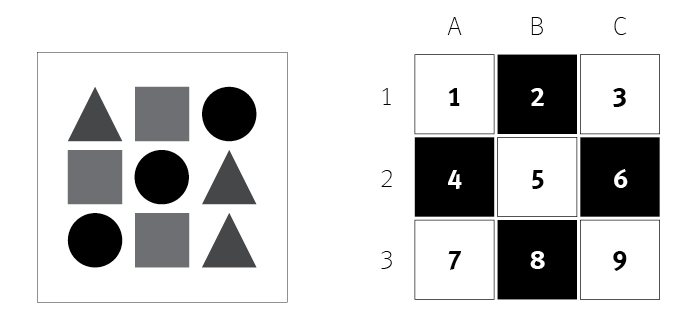
TIM-Navi-Feld / VRS

Fakten, Vorteile und wirtschaftlicher Nutzen können je nach Verhandlungserfahrung in unterschiedlicher Abfolge vorgestellt werden.
So kann auf der technischen Ebene (obere Zeile) ein Incentive vorgestellt werden, um danach die Vorteile, dann die Fakten um zum Abschluss den wirtschaftlichen Nutzen zu argumentieren.
Während die Überprüfung der Investition (mittlere Zeile) mit den Fakten beginnen kann, danach der wirtschaftliche Nutzen und zum Abschluss die Vorteile.
Die untere Zeile kann die Zusammenfassung beinhalten, ausgerichtet auf diejenigen, die den Auftrag erteilen und den Kaufvertrag unterzeichnen. Hier sollte der wirtschaftliche Nutzen im Vordergrund stehen, gefolgt von den Fakten und zum Abschluss die Vorteile.
Das sich daraus ergebene „Schachbrettmuster“ erlaubt mit Hilfe der Felderbezifferung (z. B. 1 bis 9, wie bei einer Telefon-Tastatur) oder einer Ortung wie mit Buchstaben (z. B. TIM für Technik, Investition und Marktausrichtung oder Top-Management) und den Spaltenzahlen 1 bis 3 ein schnelles Wechseln und Auffinden der Argumentationsfelder die im Gespräch am Telefon oder z. B. während einer Beamer-Präsentation im augenblicklichen Moment wichtig sind.
Das systematisierte Preis-Marketing ist in Verbindung mit der Homepage im Internet geeignet, interaktiv zu kommunizieren und flexibel auf die Belange der Kunden und deren Entscheider einzugehen.
Bedingt durch die Wahl der zutreffenden Begriffe wird die Übersetzung in die erforderlichen Fremdsprachen erleichtert, um bei den in- und ausländischen Partnern die Preiswert-Gewissheit sogar in einer Fremdsprache richtig zu entwickeln. Damit das Gefühl vorherrscht (emotionales Marketing), den Auftrag ohne Bedenken oder mit gutem „Bauchgefühl“ unterzeichnen zu können.
Das Gefühl wird bei scheinbar rationalen Entscheidungen immer eine große Bedeutung haben und das Preis-Marketing stimuliert den „gefühlten Preis“, verbunden mit der Einsicht ein ausgewogenes Preis-Leistungs-Verhältnis erreicht oder verhandelt zu haben, als Grundlage für ein ausgewogenes geschäftliches Verhältnis. Preis-Marketing kann somit die Grundlage für eine langfristige und für beide Seiten zufriedenstellende Geschäftsbeziehung sein.
Zugleich ist das angewandte Preis-Marketing im Vertrieb eine Möglichkeit der Differenzierung und Polarisierung, um Mitanbietern, die keinen Wert auf Preiswert-Gewissheit und Preis-Marketing legen, sondern den Preis als Waffe im Verdrängungswettbewerb einsetzen, besser und einfacherer Paroli zu bieten.

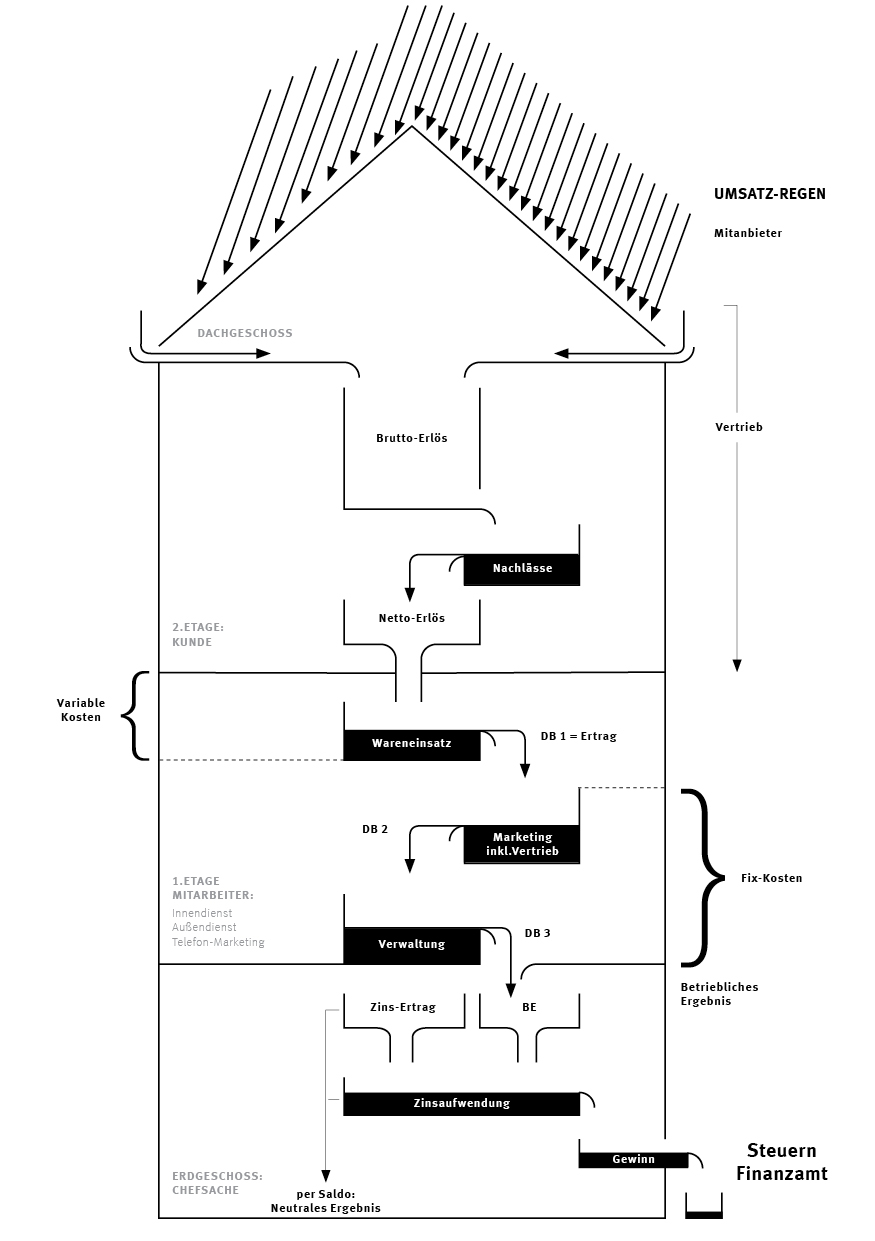
Ertrags-Haus / VRS

Der Preisunterschied wird bezogen auf die längerfristige Betrachtung der Wirtschaftlichkeit "zusammenschmelzen". Preiszugeständnisse mögen erforderlich sein, jedoch nicht in einem Maße wie im reinen Preiskampf, der bei herkömmlichen Verhandlungen oftmals zum Schluss ausgefochten wird.
Die Besinnung auf die Preiswert-Gewissheit ist wie eine gemeinsame Plattform auf die eine sich wiederholende Argumentation beziehen kann, um den besseren/höheren Preis über die Verhandlungsrunden zu retten und z. B. den Ertrag um 5 % zu verbessern.
Preis-Marketing ist in der Praxis  erfolgreich, wenn geringfügig höhere Preise durchsetzbar werden, um den Gewinn zu stabilisieren oder zu steigern.